# Zwaarden aan de ring

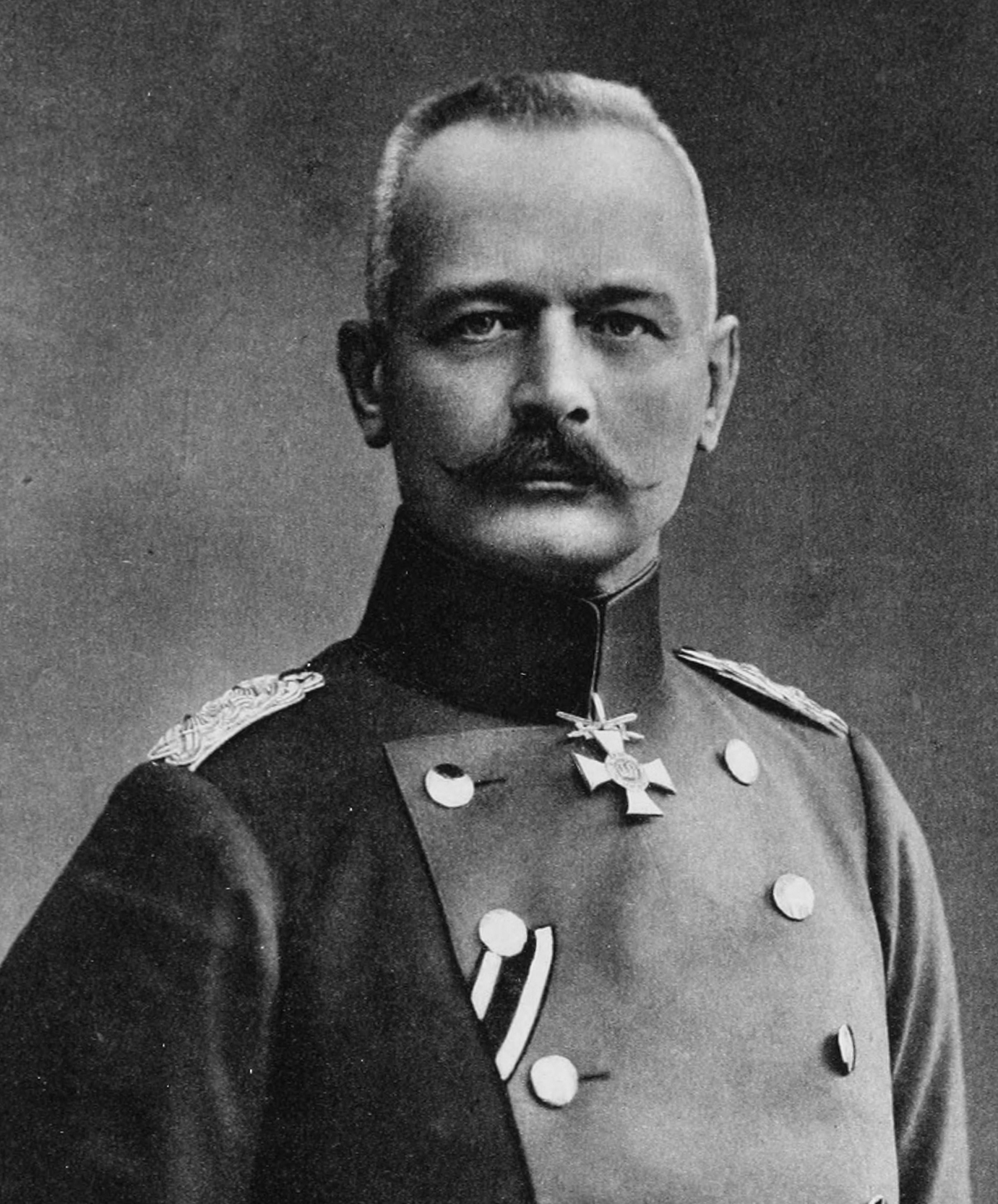
Erich von Falkenhayn draagt om de hals het Commandeurskruis van de Kroonorde met de zwaarden aan de ring.

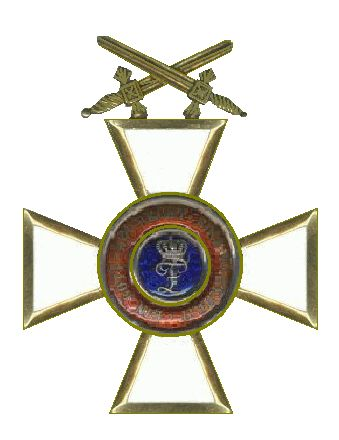
Een bijzonder stuk: Vijf van de tijdens de Eerste Wereldoorlog benoemde Officieren in de Huisorde en Orde van Verdienste van Hertog Peter Friedrich Ludwig droegen zwaarden aan de ring waar geen ring aanwezig was

Wanneer een Pruisisch officier in de 19e eeuw en in de jaren vóór de Eerste Wereldoorlog een onderscheiding voor verdienste in oorlogstijd "met zwaarden" verleend kreeg dan werden twee gekruiste vergulde of zilveren zwaarden in de armen van het kruis aangebracht. Wanneer deze officier later voor verdienste in vredestijd werd bevorderd binnen dezelfde Ridderorde dan bleef hij dit kruis dragen en werd het kruis van de hogere klasse van zwaarden aan de ring (Duits: Schwerter am Ring") voorzien. Op de afbeelding draagt een Duitse generaal zwaarden aan de ring van de Kroonorde.
De laagste graad van een Ridderorde kan daarom niet met zwaarden aan de ring worden aangetroffen, de hogere graden wel. Soms komen de zwaarden aan de ring ook voor bij medailles en bij erekruisen die aan de ridderorden zijn verbonden.
Een uitzondering op deze regel is evenwel denkbaar; een militair die in oorlogstijd het aan een orde verbonden kruis of de aan een orde verbonden medaille "met zwaarden" heeft verworven zal bij een mogelijke bevordering in vredestijd binnen de orde een ridderkruis in de laagste klasse met zwaarden aan de ring ontvangen. In het standsbewuste Duitsland van het wilhelminische tijdperk was een dergelijke bevordering moeilijk voor te stellen. De sociale kloof tussen de onderofficieren die met kruisen en medailles werden gedecoreerd en de heren officieren die recht op een ridderkruis in een ridderorde hadden was breed.
De Frederiks-Orde van Württemberg is een uitzondering op de regel omdat men daar in 1870 bepaalde dat zwaarden aan de ring bij militaire verdienste aan het ereteken worden toegevoegd. Hier zijn zij geen teken van een bevordering na eerdere militaire verdienste.
Ook op een ster of plaque werden deze zwaarden boven het medaillon of op de bovenste arm van het kruis gelegd.
Het Pruisische voorbeeld vond in veel Duitse staten navolging. In Nederland komen dergelijke kruisen niet voor.
Wanneer er geen verhoging, bijvoorbeeld in de vorm van een beugelkroon, aanwezig was werden de zwaarden gecombineerd met de ring en boven het kleinood bevestigd. Wanneer er een kroon bij het kleinood behoorde koos men ervoor om een paar gekruiste zwaarden onder de kroon te bevestigen.
Wanneer er geen kroon of andere verhoging en zelf geen ring aanwezig is wordt het moeilijk om bij bevordering in vredestijd een kleinood met zwaarden aan de ring te fabriceren. In Oldenburg loste men dat probleem op door de kleine gekruiste zwaarden met behulp van twee aan de bovenste kruisarm gesoldeerde ballen boven het kruis te monteren.